# South Wootton
 (juillet 2023).
Pour les articles homonymes, voir Wootton.
South Wootton est une paroisse civile et un village du Norfolk, en Angleterre.